# Burgemeester Delenkanaal
Het Kanaal van Macharen naar Oss of Burgemeester Delenkanaal is een kanaal van ongeveer 5 km lengte dat Oss met de Maas verbindt en dat in 1963 werd aangelegd.
Reeds tegen het einde van de 19e eeuw waren er plannen voor een kanaal van Oss naar de Maas, daar onder meer de margarine-industrie behoefte had aan een scheepvaartverbinding en de haven van Lithoijen slechts met paard en wagen over land te bereiken was. De diverse kanaalplannen uit 1889 veroorzaakten veel ruzie tussen de concurrerende fabrikanten Jurgens en Van den Bergh. Het plan van Arnold van den Bergh voorzag in een kanaal tot aan het Station Oss. Dit werd door concurrent Jurgens tegengewerkt. Dit leidde ertoe dat Van den Bergh in 1891 naar Rotterdam vertrok, wat tot veel beroering en sociale ellende aanleiding zou geven. De plannen voor het kanaal werden afgeblazen.
In 1963 werd er alsnog een kanaal aangelegd en kreeg Oss een haven. Het kanaal is vernoemd naar Godefridus Joseph Delen die van 1946 tot 1963 burgemeester van Oss was. Voor de haven in Oss heeft het Burgemeester Delenkanaal twee zijarmen: de Burgemeester Van Veldhuizenhaven en de Burgemeester Jansenhaven. In 1964 werd een hefbrug bij Macharen geopend. Deze is in 2009 door een ophaalbrug vervangen, zodat er hogere schepen kunnen binnenvaren. Dit is van belang voor het containervervoer en voor bedrijven als Heesen Yachts.